# Désiré Olivier Bourbeau
Pour les articles homonymes, voir Bourbeau.
Désiré Olivier Bourbeau (21 septembre 1834-21 décembre 1900) est un marchand et homme politique fédéral et municipal canadien du Québec.

## Biographie
Né à Saint-Pierre-les-Becquets dans le Bas-Canada, il s'établit comme marchand dans la région de Victoriaville. Il devint ensuite directeur de la Arthabaska Building Society, de la Arthabaska Agricultural Society et de la Mutual Insurance Company. Il sert comme maire de la municipalité de Victoriaville.
Élu député du Parti conservateur dans la circonscription de Drummond—Arthabaska lors d'une élection partielle déclenchée après la démission du député sortant Wilfrid Laurier, il fut réélu en 1878 et en 1882. Il ne se représenta pas en 1887.